# Leichtathletik-Weltmeisterschaften 2023/Teilnehmer (Türkei)
| Goldmedaillen | Silbermedaillen | Bronzemedaillen |
| ------------- | --------------- | --------------- |
| —             | —               | —               |

Der Leichtathletikverband der Türkei nahm an den Leichtathletik-Weltmeisterschaften 2023 in Budapest teil. Siebzehn Athletinnen und Athleten wurden vom türkischen Verband nominiert.

## Ergebnisse

### Männer

#### Laufdisziplinen
| Athlet             | Disziplin    | Vorlauf | Vorlauf | Halbfinale | Halbfinale | Finale       | Finale |
| Athlet             | Disziplin    | Zeit    | Platz   | Zeit       | Platz      | Zeit         | Platz  |
| ------------------ | ------------ | ------- | ------- | ---------- | ---------- | ------------ | ------ |
| Ramil Guliyev      | 200 m        | 20,89 s | 38      | DNQ        | DNQ        | –            | –      |
| Mikdat Sevler      | 110 m Hürden | 13,92 s | 38      | DNQ        | DNQ        | –            | –      |
| Yasmani Copello    | 400 m Hürden | 48,92 s | 17      | 48,66 s SB | 14         | DNQ          | DNQ    |
| İsmail Nezir       | 400 m Hürden | 49,92 s | 31      | DNQ        | DNQ        | –            | –      |
| Hüseyin Can        | Marathon     |         |         |            |            | 2:22:11 h SB | 49     |
| Kaan Kigen Özbilen | Marathon     |         |         |            |            | DNF          | DNF    |
| Salih Korkmaz      | 20 km Gehen  |         |         |            |            | 1:19:49 h SB | 16     |

#### Sprung/Wurf
| Athlet       | Disziplin      | Qualifikation | Qualifikation | Finale     | Finale |
| Athlet       | Disziplin      | Weite/Höhe    | Platz         | Weite/Höhe | Platz  |
| ------------ | -------------- | ------------- | ------------- | ---------- | ------ |
| Alperen Acet | Hochsprung     | 2,22 m        | 23            | DNQ        | DNQ    |
| Ersu Şaşma   | Stabhochsprung | 5,75 m        | 8             | 5,55 m     | 12     |
| Necati Er    | Dreisprung     | 16,59 m       | 16            | DNQ        | DNQ    |

### Frauen

#### Laufdisziplinen
| Athletin       | Disziplin        | Vorlauf     | Vorlauf | Halbfinale | Halbfinale | Finale       | Finale |
| Athletin       | Disziplin        | Zeit        | Platz   | Zeit       | Platz      | Zeit         | Platz  |
| -------------- | ---------------- | ----------- | ------- | ---------- | ---------- | ------------ | ------ |
| Şilan Ayyıldız | 1500 m           | 4:14,96 min | 54      | DNQ        | DNQ        | –            | –      |
| Tuğba Güvenç   | 3000 m Hindernis | 9:50,96 min | 30      |            |            | DNQ          | DNQ    |
| Yayla Gönen    | Marathon         |             |         |            |            | DNF          | DNF    |
| Ümmü Kiraz     | Marathon         |             |         |            |            | 2:33:23 h PB | 23     |
| Meryem Bekmez  | 20 km Gehen      |             |         |            |            | DNF          | DNF    |

#### Sprung/Wurf
| Athletin       | Disziplin  | Qualifikation | Qualifikation | Finale     | Finale |
| Athletin       | Disziplin  | Weite/Höhe    | Platz         | Weite/Höhe | Platz  |
| -------------- | ---------- | ------------- | ------------- | ---------- | ------ |
| Tuğba Danışmaz | Dreisprung | 14,11 m       | 14            | DNQ        | DNQ    |
| Eda Tuğsuz     | Speerwurf  | NM            | NM            | DNQ        | DNQ    |